# Belmont-sur-Buttant
Belmont-sur-Buttant és un municipi francès, situat al departament dels Vosges i a la regió del Gran Est. L'any 2007 tenia 273 habitants.

## Demografia

### Població
El 2007 la població de fet de Belmont-sur-Buttant era de 273 persones. Hi havia 112 famílies, de les quals 36 eren unipersonals (28 homes vivint sols i 8 dones vivint soles), 28 parelles sense fills i 48 parelles amb fills.
La població ha evolucionat segons el següent gràfic:
Habitants censats

### Habitatges
El 2007 hi havia 146 habitatges, 113 eren l'habitatge principal de la família, 28 eren segones residències i 4 estaven desocupats. 136 eren cases i 8 eren apartaments. Dels 113 habitatges principals, 90 estaven ocupats pels seus propietaris, 14 estaven llogats i ocupats pels llogaters i 9 estaven cedits a títol gratuït; 2 tenien una cambra, 2 en tenien dues, 11 en tenien tres, 20 en tenien quatre i 78 en tenien cinc o més. 83 habitatges disposaven pel capbaix d'una plaça de pàrquing. A 57 habitatges hi havia un automòbil i a 46 n'hi havia dos o més.

### Piràmide de població
La piràmide de població per edats i sexe el 2009 era:
| Homes | Edats   | Dones |
| ----- | ------- | ----- |
| 0     | 95 o +  | 0     |
| 0     | 90 a 94 | 0     |
| 0     | 85 a 89 | 0     |
| 8     | 80 a 84 | 0     |
| 8     | 75 a 79 | 12    |
| 4     | 70 a 74 | 8     |
| 12    | 65 a 69 | 0     |
| 0     | 60 a 64 | 8     |
| 8     | 55 a 59 | 4     |
| 8     | 50 a 54 | 4     |
| 20    | 45 a 49 | 12    |
| 8     | 40 a 44 | 16    |
| 12    | 35 a 39 | 12    |
| 4     | 30 a 34 | 0     |
| 16    | 25 a 29 | 4     |
| 0     | 20 a 24 | 4     |
| 12    | 15 a 19 | 8     |
| 8     | 10 a 14 | 4     |
| 12    | 5 a 9   | 8     |
| 8     | 0 a 4   | 4     |

## Economia
El 2007 la població en edat de treballar era de 161 persones, 119 eren actives i 42 eren inactives. De les 119 persones actives 113 estaven ocupades (66 homes i 47 dones) i 7 estaven aturades (3 homes i 4 dones). De les 42 persones inactives 14 estaven jubilades, 14 estaven estudiant i 14 estaven classificades com a «altres inactius».

### Ingressos
El 2009 a Belmont-sur-Buttant hi havia 112 unitats fiscals que integraven 276 persones, la mediana anual d'ingressos fiscals per persona era de 18.816 €.

### Activitats econòmiques
Dels 6 establiments que hi havia el 2007, 2 eren d'empreses de fabricació d'altres productes industrials, 3 d'empreses de construcció i 1 d'una empresa de transport.
Dels 2 establiments de servei als particulars que hi havia el 2009, 1 era un paleta i 1 fusteria.
L'any 2000 a Belmont-sur-Buttant hi havia 9 explotacions agrícoles que ocupaven un total de 141 hectàrees.

## Equipaments sanitaris i escolars
El 2009 hi havia una escola elemental integrada dins d'un grup escolar amb les comunes properes formant una escola dispersa.

## Poblacions més properes
El següent diagrama mostra les poblacions més properes.